# Richard Speck
Pour les articles homonymes, voir Speck.
Richard Speck, né le 6 décembre 1941 à Kirkwood (Illinois) et mort le 5 décembre 1991 à Joliet (Illinois), est un tueur de masse américain.

## Présentation
Dans la nuit du 14 juillet 1966, il commet un massacre dans un immeuble où vivaient plusieurs jeunes femmes. Il assassine cinq étudiantes infirmières et trois autres déjà diplômées en stage de perfectionnement au South Chicago Community Hospital de Chicago dans l'Illinois. Les victimes ont été poignardées ou étranglées. Une seule, alors cachée sous le lit, survit à ce massacre et donne l'alerte. Retrouvé 5 jours plus tard par la police, Richard Speck est arrêté, jugé en 1967 et condamné à mort. Un second procès en 1971 le reconnaît à nouveau coupable mais cette fois la Cour suprême des États-Unis annule la condamnation à la mort. L'affaire est renvoyée en 1972 devant la Cour suprême de l'Illinois qui le condamne à plus de 400 ans de prison.
Entre 1976 et 1990, Speck demandera sa libération conditionnelle pas moins de sept fois. Elles lui seront toutes refusées.
Dans la nuit du 4 au 5 décembre 1991, Speck est acheminé à l'hôpital Silver Cross de Joliet après avoir ressenti une vive douleur à la poitrine. Il meurt au petit matin la veille de ses 50 ans des suites d'une crise cardiaque liée selon le coroner à une malformation du cœur ainsi qu'à une BPCO.
À la demande de sa sœur, le corps de Speck est incinéré et ses cendres sont dispersées dans un endroit tenu secret aux alentours de Joliet.
La police le soupçonne également d'avoir commis trois autres meurtres, dont il ne sera jamais inculpé faute de preuves.

## Dans la culture populaire
- Né pour l'enfer (Born for Hell, aussi intitulé "Naked Massacre"), film de 1976 réalisé par Denis Héroux, retrace cette histoire en la situant à Belfast en 1972, au début du conflit  nord-irlandais.
- Dans la saison 5 épisode 4 de la série Mad Men, Rendez-vous mystère, l'affaire est relatée par l'équipe de publicitaires, dont l'un dira qu'il trouve l'affaire horrible.
- Dans la saison 1 de la série télévisée d'anthologie américaine American Horror Story, les meurtres commis par un des personnages sont similaires à ceux de Richard Speck.
- Dans l’épisode 9 de la saison 1, de la série Mindhunter, les profilers rencontrent Richard Speck dans sa cellule de Joliet dans l’Illinois, afin de mieux comprendre ses crimes.
- Dans l'épisode 19 de la saison 11 d'Esprits criminels, un tueur imite les meurtres de Richard Speck.
- Dans le film Chicago Massacre de 2007, qui relate la vie de Speck, son rôle est joué par l'acteur Corin Nemec.
- Dans le film Serial mother de 1994, une photo de Richard Speck en culturiste est découverte par le mari de Beverly.
- Dans le film 100 Ghost Street: The Return of Richard Speck de 2012, le fantôme de Richard Speck hante le South Chicago Community Hospital et assassine les enquêteurs paranormaux qui s'y aventurent.